# 比爾特莫爾福里斯特
比爾特莫爾福里斯特（英語：Biltmore Forest）是一個位於美國北卡羅萊納州班康縣的城鎮。

## 人口
根據2020年美國人口普查的數據，比爾特莫爾福里斯特的面積為7.54平方千米，皆為陸地。當地共有人口1409人，而人口密度為每平方千米187人。